# Daniel Mekbib
Daniel Mekbib (* 4. Juli 1992 in Bruntál) ist ein tschechischer Squashspieler.

## Karriere
Daniel Mekbib begann seine Karriere im Jahr 2014 und gewann bislang sieben Titel auf der PSA World Tour. Seine höchste Platzierung in der Weltrangliste erreichte er mit Rang 70 im März 2020. Mit der tschechischen Nationalmannschaft nahm er 2017, 2023 und 2024 an der Weltmeisterschaft teil. 2015 gehörte er erstmals und seitdem mehrfach zum tschechischen Aufgebot bei Europameisterschaften sowie bei den World Games 2017. Im Einzel erreichte er 2012, 2015 und 2016 jeweils das Achtelfinale. Von 2018 bis 2021 wurde er viermal in Folge tschechischer Meister.

## Erfolge
- Gewonnene PSA-Titel: 7
- Tschechischer Meister: 4 Titel (2018–2021)